# Libdvdcss
libdvdcss — библиотека Content Scramble System-дешифровки для доступа к DVD-Video.
Многие Linux-дистрибутивы, например Debian, Ubuntu или openSUSE не содержат libdvdcss, избегая DMCA-подобного законодательства.

## Сравнение с DeCSS
В отличие от DeCSS, который использует взломанный ключ от DVD плеера, чтобы произвести аутентификацию, libdvdcss использует сгенерированный список возможных ключей плеера. Если ни один из них не работает (в случае усиленного кодирования DVD привода на регион), то выполняется попытка использовать полный перебор и региональная защита игнорируется.